# Mangifera campnospermoides
Mangifera campnospermoides là một loài thực vật thuộc họ Anacardiaceae. Đây là loài đặc hữu của Indonesia.